# آی‌دی‌ای وینگ
wing ویرایشگر کد (IDE) برای زبان پایتون می‌باشد و از سال ۱۹۹۹ گسترش این برنامه ادامه دارد.

## مزایای استفاده از Wing IDE
- با استفاده از این برنامه می‌توان کدهای پایتون را سریع تر نوشت
- خصوصیت کامل‌کننده کده autocompelet
- پیدا کردن خطاهای برنامه
- محیط قابل شخصی سازی

## ویرایش‌ها
این برنامه در ۳ ویرایش موجود می‌باشد
- Wing IDE Professional
- Wing IDE Personal
- Wing IDE 101

تنها ویرایش Wing IDE 101 به صورت مجانی می‌باشد که بسیاری از امکانات ویرایش پیشرفته و شخصی را ندارد